# 理查德·佩托
理查德·佩托爵士 FRS（1943年5月14日—），英國統計學家和流行病學家，英國牛津大學醫學統計和流行病學教授。

## 教育
佩托就讀於南安普敦的塔恩頓學校，隨後在劍橋大學三一學院主修自然科學，之後在倫敦帝國學院獲得統計學碩士學位。

## 職業生涯
佩托的職業生涯包括與理查德·多爾在倫敦的醫學研究委員會統計研究單位開始合作。他於1975年在牛津建立了臨床試驗服務單位（CTSU），目前是聯合主任。佩託悖論即以他的名字命名。
由於佩托對統合分析的發展做出的貢獻，他於1989年被選為皇家學會院士。他是研究與菸葉使用有關的死亡的主要專家。「50年前，當理查德·佩托爵士與已故的理查德·多爾開始工作時，英國的吸煙死亡率是世界上最糟糕的。吸煙是所有英國男性過早死亡的一半以上的原因。」1999年，他因對流行病學和癌症預防的貢獻而被授予騎士稱號，2011年，他獲得耶魯大學的榮譽醫學博士學位。

## 個人生活
他的兄弟朱利安·佩托也是一位傑出的流行病學家，他和理查德·佩托一起發表過數理統計方面的工作（例如對數等級檢驗）。他的家庭在牛津大學的帳篷市場經營一家泰式餐館，他是這家餐館的董事。